# Kóla

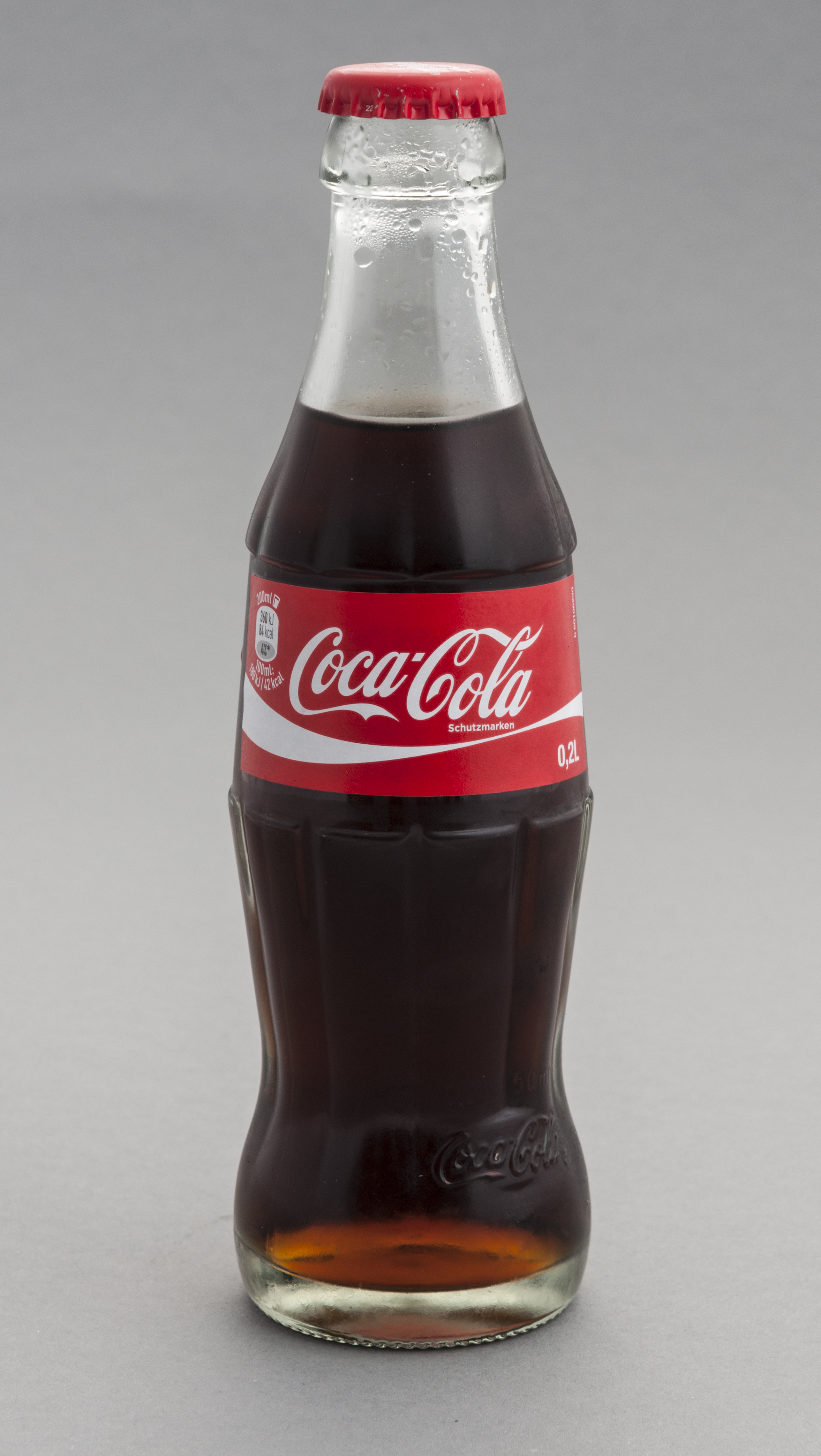
2 decis Coca-Cola

A kóla egy szénsavas üdítőital, amelynek ízét eredetileg kóladió és citromsav határozta meg, napjainkban azonban általában más hozzávalókkal alakítják ki az ízvilágát. Világszerte népszerűvé vált, miután 1886-ban John Pemberton amerikai gyógyszerész feltalálta a Coca-Colát. Az alkoholmentes változat receptjét (amely kis mértékben még mindig tartalmazott kokaint) Angelo Mariani 1863-ban megalkotott kólabora ihlette. A Coca-Cola jellegzetes nemzetközi márkává vált, mely gyakran az Egyesült Államok szimbólumaként jelenik meg. A Coca-Cola mellett a másik legnépszerűbb márka a Pepsi.
A ma ismert kólafélék rendkívül ritka esetben tartalmaznak kóladiót. Az ízt rendszerint különböző citrusolajok, fahéj és vanília kölcsönzik, és hozzáadott koffeint tartalmaz, valamint karamellt és édesítőszert (például glükóz-fruktózszirupot vagy egyéb cukrot). A hagyományos receptekhez ragaszkodó márkák íze markánsabb a többi kóláénál.